# 単孔目

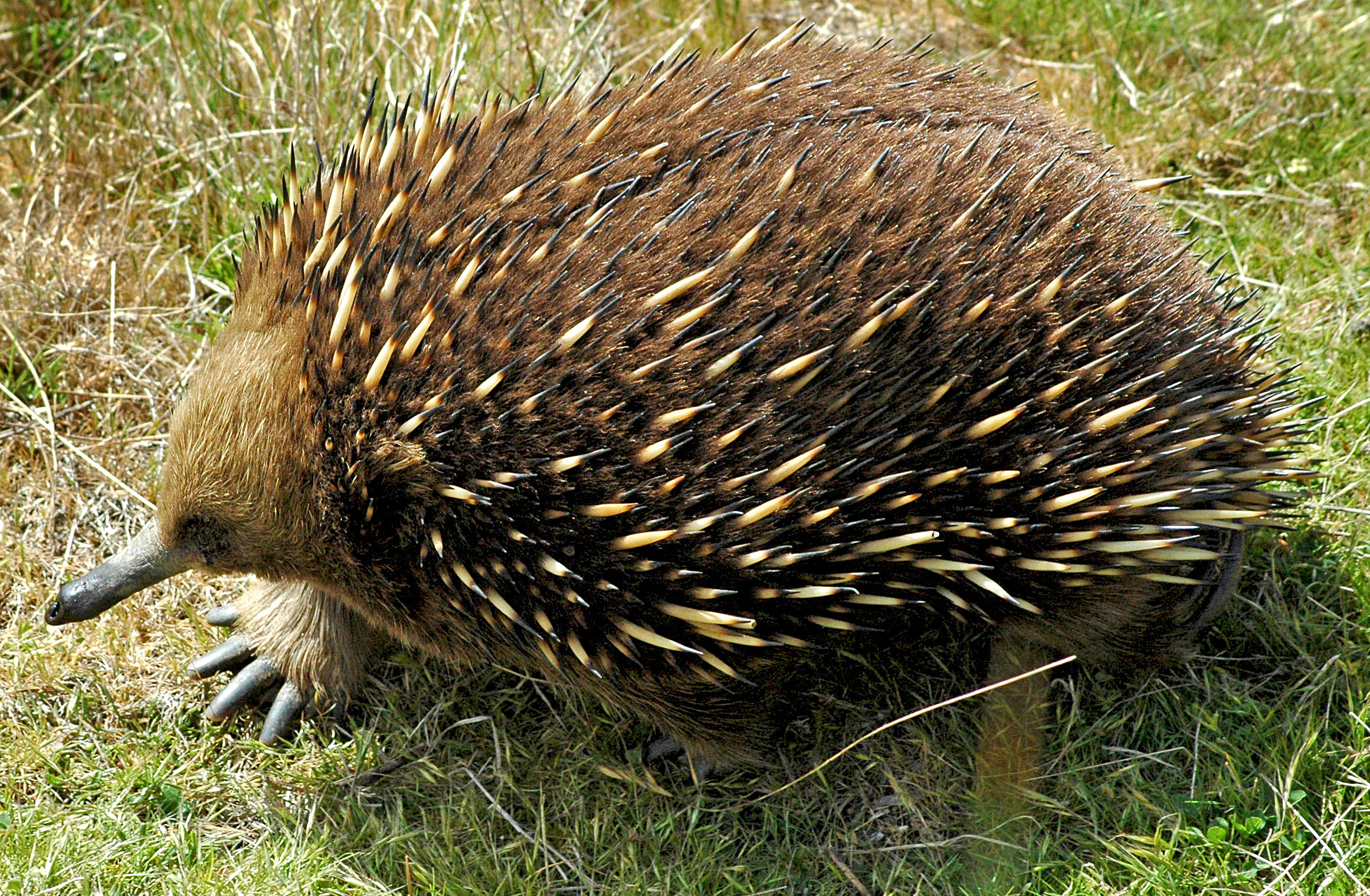
ハリモグラ （ハリモグラ科）

単孔目（たんこうもく、Monotremata）は、哺乳綱に分類される目。別名カモノハシ目。

## 分類
本目のみで原獣亜綱（単孔亜綱）Prototheriaを構成する説もある。1997年に本目を、カモノハシ目Platypodaとハリモグラ目Tachyglossaの2目に分割する説が提唱されたこともある。
以下、現生の分類群は、Groves(2005)に従う。科和名は川田ら(2018)に従う。
- カモノハシ科 Ornithorhynchidae
- ハリモグラ科 Tachyglossidae
- †Steropodontidae科
- †Teinolophidae科
- †Kollikodontidae科
- Incertae sedis
  - †Kryoryctes
  - †Patagorhynchus

## 分布
オーストラリア東部、ニューギニアに分布。化石記録もほぼオーストラリアに限定されるが、1992年にアルゼンチンから本目の構成種と思われる歯の化石が報告された。

## 形態
現生種では頭骨と下顎が前方に突出する（カモノハシは嘴状、ハリモグラ類は円筒形）。化石種では歯のある種もいるが、現生種の成獣には歯がない。カモノハシは歯が幼獣では一度発生するものの成長に伴い退化し、成獣は喉にある角質板で獲物をすりつぶす。ハリモグラ類は舌の奥にある棘と口蓋にある棘を擦り合わせて獲物を破砕する。
後述するように子宮が尿道に繋がり、さらに消化器官と共に総排出腔に繋がる。目名Monotremataは「1つの穴」の意で、糞・尿・生殖が総排出腔（1つの穴）を通して行われることに由来する。
メスの体内に子宮が2つあり、尿道に連結する。柔らかい殻で覆われた、卵を産む。
現生種のオスは、後肢の踵に角質の蹴爪がある。カモノハシは後肢に毒液を分泌する腺があり、この蹴爪から管を通して毒を排出することができる（ハリモグラ類も毒腺はあるが機能せず退化している）。

## 生態
現生種ではカモノハシは主に水中の無脊椎動物、ハリモグラはアリ類やシロアリ類、ミユビハリモグラ類は昆虫やミミズなどを食べる。
現生する哺乳綱としては唯一、卵生の繁殖様式を持つ。カモノハシは水辺の土手などに堀った巣穴の中で2個の卵を産み、少なくともハリモグラは1個の卵を産み腹部にある袋（孵卵嚢）の中に収納する。カモノハシとハリモグラは抱卵期間は約10日。乳房・乳頭は持たないが乳腺から授乳行為も行う。カモノハシは巣穴の中で仰向けになり乳腺から滲み出た乳を与え、少なくともハリモグラは孵卵嚢内で乳腺から滲み出た乳を与える。